# Kaspar Hauser
Kaspar Hauser ( født i Karlsruhe den 29.september 1812, død 17. december 1833 i Ansbach, Bayern) var et tysk hittebarn af ukendt herkomst, som omkring 16 års alderen 2. pinsedag den 26 maj 1828 dukkede op i Nürnberg, antageligt mentalt retarderet og meget lidt talende. Han blev ført til politistationen, hvor han selv skrev sit navn "Kaspar Hauser". Navnet og hans fødselsdato kunne læses i et brev, som han havde med og som var adresseret till ritmester Friedrich von Wessenig. 
Jurister, teologer og pædagoger interesserede sig for hans mentale tilstand. Man gennemførte talrige undersøgelser af ham og lærte ham at tale, læse og skrive. Hans formynder, Paul Johann Anselm von Feuerbach (far til filosoffen Ludwig Feuerbach) har i en beretning, der vakte international opsigt, bl.a. skrevet at Kaspar i begyndelsen væmmedes ved kød og mælk og kun accepterede brød og vand.Det skyldes sandsynligvis, at han længe havde været indespærret i et lille mørkt rum, og kun fik dette at spise. 
Den 17. oktober 1829 blev Hauser fundet med et ufarligt snitsår, og den 14. december 1833 kom han hjem med et dybt stiksår, som 3 dage senere førte til hans død. Han påstod begge gange at have været udsat for et attentat, som hans tilhængere antog, var politisk motiverede. Senere kriminaltekniske undersøgelser påviste, at Kaspar Hauser ikke selv har kunnet påføre sig det sår, der førte til hans død.  
Hans historie førte til mange teorier. Et samtidigt rygte fortalte, at Hauser var den i 1812 fødte arveprins af Storhertugdømmet Baden, som man havde fjernet og byttet med et døende spædbarn, for at muliggøre at en fra sidelinien af det badenske fyrstehus blev tronfølger. Hans forældre skulle så være storhertug Karl af Baden  og Stephanie de Beauharnais (1789-1860).   

## Historie
I året 1828 kom en ung forkommen mand vaklende ind ad den frankiske by Nürnbergs byport. Ingen i Nürnberg vidste hvem han var eller hvor han kom fra, heller ikke de to skomagerlærlinge, der var de første der så ham. Da de spurgte efter hans navn, stammede han bare, at han "ville være en rytter ligesom min far." Man var i tvivl om han var sindssyg eller om han bare gjorde nar.
Skomagerne fik den dårligt gående, halvvoksne dreng bugseret hen til byens ritmester. Ingen kendte ham. Han var stor, underligt foroverbøjet i sin gang og kunne kun sige den ovennævnte sætning. Desuden virkede han så rystende nervøs for alt det fremmede. Sollyset blændede ham og med regelmæssige mellemrum brød han ud i en hjerteskærende gråd.
Nürnbergs ritmester fik overrakt et brev, drengen havde haft i hånden ved sin ankomst. Det var stilet til ritmesteren selv og indeholdt en besked på bayerisk dialekt. I brevet stod:
| Citat | Jeg sender dem en dreng, der ønsker at tjene sin konge. Denne dreng er blevet sendt mig den 7. oktober 1812. jeg er en fattig mand, der har ti børn. Hans mor har bedt mig om at opdrage barnet. Jeg har modtaget ham som min søn. Jeg har opdraget ham i kristendom. Siden 1812 har han ikke været uden for huset, hvor jeg bor. Ingen mennesker ved, hvor han er blevet opdraget. Han ved ikke selv hvor mit hus ligger. Jeg har lært ham at læse og skrive. Når i spørger ham, hvad han vil være, så siger han, at han vil være rytter, som hans far har været. Jeg har fulgt ham på vej. Resten af vejen er han selv gået. Jeg har sagt til ham, at når jeg engang bliver soldat, så kommer jeg og henter ham, eller også har jeg hængt mig. Han har ikke nogen penge på sig, fordi jeg ikke selv har nogen. Hvis i ikke vil beholde ham, må i slå ham ihjel eller hænge ham op i skorstenen. | Citat |
|       | |       |

Der lå også en lille sammenkrøllet seddel. På den stod:
| Citat | Barnet er allerede døbt. Han hedder Kaspar. Efternavn må i selv give ham. I bedes om at opdrage ham. Når han er 17 år gammel skal I sende ham til Nürnberg. Der har hans far været. Jeg beder om, at I vil opdrage ham til hans syttende år. Han er født den 30. april 1812. Der er i år. Jeg er en fattig pige og kan ikke opdrage barnet. Hans far er død. | Citat |
|       | |       |

Begge breve skrevet med samme håndskrift og blækket var stadig frisk.
Alle i byens øvrighed var i vildrede. Man vidste ikke, hvad man skulle stille op med drengen. Da han selv havde skrevet sit navn på et stykke papir, vidste man, at han hed Kaspar Hauser. Han blev sendt til byens politi, som anbragte ham i en stald for natten. Han virkede lykkelig, da man gav ham en kop vand og en humpel tørt brød. Al anden mad fik han kvalme af, bare lugten af kød gjorde ham fysisk syg. 
Efter et stykke tid blev drengen anbragt i et tårnværelse, der var blevet indrettet til ham. Hver dag kom nysgerrige for at se dette mærkelige menneske. Tale kunne han som nævnt dårligt nok, men det viste sig efterhånden at han var umådeligt lærenem, det var som om han kun behøvede se en ting en eneste gang, så huskede han den. Navne kunne han huske efter første gang han hørte dem. Samtidig havde han noget barnligt og uskyldigt over sit væsen, så alle kom til at holde af ham. Dyr nærmede sig ham fuld af fortrolighed, når han var ude at gå, fugle satte sig på hans hoved og vilde dyr blev hans ven. Nogen i byen kaldte ham af den grund for "paradismennesket".
Men da man ikke vidste, hvem han var, var man også usikker på, hvad man skulle stille op med ham.

### Liv
Endelige besluttede en pædagog i byen, Georg Friedrich Daumer - Wikipedia, sig for at optage ham i sit hus og begyndte nu at undervise ham privat hver dag. Kaspar Hauser viste sig som en overordentlig lærevillig elev. Langsomt blev han bedre til at tale. Før havde han aldrig brugt det ordet "jeg" ,men omtalte sig selv som "Kaspar", nu begyndte han endog at føre dagbog.
Han begyndte at tegne og male akvareller, som smukke sirlige og levende gengivelser af blomster og frugter. Han oplevede så at sige mange ting for første gang. Det begyndte gradvist at lede omgivelserne på sporet af hans mærkelige skæbne. I den dagbog, han førte, dukkede der gradvist mærkelige erindringsglimt op – om fornemme værelser, en dame i fine gevandter og et våbenskjold, som han også tegnede en skitse af. Dette våbenskjold er siden blevet stedfæstet til slottet Schloss Beuggen i Sydtyskland.

## Kaspar Hausers fortælling
Han blev først som ung mand for alvor lukket ud i verden. Efterhånden som Kaspar fik mere sprog, kunne han begynde at fortælle, hvad han havde oplevet, inden han kom gående ind i Nürnberg.
Så langt tilbage, han kunne huske, havde han siddet i et halvmørkt lille rum med benene strakt ud foran sig. Han huskede, at han kun lige akkurat kunne sidde med ret ryg opad muren uden at støde hovedet mod loftet. Lidt lys var strømmet ind i rummet fra et firkantet hul i væggen. Han havde haft en træhest på hjul til at lege med og ved hans side stod en lav potte, som han med besvær kunne løfte sig op på, når han var trængende. På slottet Pilsach i Oberpfalz blev i 1982 fundet et tilmuret rum, som ved renoveringen viste sig at indeholde en lille knækket træhest på hjul. 
Når han vågnede op efter at have sovet, var der undertiden stillet et krus med vand og noget brød frem til ham. Desuden var potten tømt og hans klæder skiftet. Han havde drukket og spist og sommetider smagte vandet lidt bittert, hvorefter han altid hurtigt faldt i søvn. Sådan havde han levet så længe han kunne huske. 
En dag var en mand kommet ind til ham, og slæbte ham op ad nogle trapper til et værelse. Her lærte manden ham at skrive sit eget navn og at gå. Kaspar havde altid siden problemer med at gå. Han var som et menneske, hvis udvikling kunstigt var holdt i ave og som derfor var blevet stående på et tidligt tidspunkt. Dette og den lange indespærrethed i næsten totalt mørke var grunden til hans overfølsomhed overfor lyde og lugte. 
Han var som et menneske, der var blevet voksent uden at have fået nogen påvirkning udefra af andre mennesker. Hans opdragere skønnede, at han måtte have været omkring 16 år, da han ankom til Nürnberg. Da han intet kunne huske om nogen tilværelse før han befandt sig i det lille rum, og da man samtidig var bevidst om, at et menneskes bevidste erindring begynder ved 2½ til 3-års alderen, sluttede man sig til, at han måtte have opholdt sig i sit fængsel i omkring 13 år.

## Berømmelse
Nyheden om Kaspar Hauser bredte sig da også med lynets hast. Han blev kendt i det meste af Europa under navnet "Europas hittebarn". Rygterne begyndte at svirre om hans herkomst. En tysk kriminolog og forfatter, Paul Johann Anselm Ritter von Feuerbach, var tidligt klar over, at man her stod over for en forbrydelse. Han dykkede ned i mysteriet og fandt underlige forhold i tronfølgen ved et fyrstehus i Baden. To spæde drengebørn, retmæssige arvinger til fyrstehusets trone, var omkommet under mystiske omstændigheder. Den ene, født den 29. september 1812, var angiveligt død i vuggen få dage efter fødslen. Den teori opstod, at denne dreng var Kaspar Hauser, som så skulle være byttet ud med et dødssygt spædbarn og være anbragt i kælderen af huset hos nogle tjenestefolk, som var blevet betalt for at tie stille.
Intet af dette er bevist med sikkerhed, men meget tyder på, det kan forholde sig sådan, ikke mindst Kaspar Hausers egen person og hans udseende. Men også det faktum, at nogen brød sig meget lidt om, at han blev kendt. Bortset fra talrige forsøg på at gøre ham til en svindler og løgner, blev han i 1829, efter at rygterne om ham var begyndt at brede sig, udsat for et mordforsøg. En mand trængte ind i det hus, hvor han boede, og forsøgte at myrde ham.

### Død
I 1833 blev Kaspar Hauser, nu omkring 21 år gammel, stoppet af en ukendt i byen Ansbachs gader og opfordret til at give møde i parken hen på aftenen. Kaspar var alene, da han mødte op. Han blev tiltalt af en fremmed maskeret mand, der rakte en pung frem imod ham med ordene: "Denne pung indeholder hemmeligheden om din virkelige identitet". Netop som Kaspar tog imod pungen blev han dolket flere gange med en stor kniv. Pungen viste sig senere at indeholde en kryptisk besked skrevet med spejlskrift.
Kaspar Hauser døde af sine sår, men indtil det sidste var der kredse, der forsøgte at så tvivl om hans historie fra parken. Man betragtede ham som en løgner, der ville gøre sig interessant.
I 1829 – efter det første mordforsøg – havde Daumer måttet opgive sin stilling som Kaspars værge. Kaspars situation var simpelt hen for udsat. Og tiden herefter blev en flakken fra sted til sted i resten af hans korte liv. Uden familiebånd, nære venner og uden nogen stilling i samfundet blev han betragtet dels som en kilde til spændende rygtedannelser, dels som et "fænomen" af videnskabelig interesse. Samtidig var han begyndt at forandre sig. Han havde hele tiden på engang været et uskyldigt barn uden forældre, en skoledreng, der lige var begyndt at tilegne sig kundskab, samt en ung mand i puberteten, med de problemer, dét nu giver.
Men uskylden og de oprindelige evner forsvandt efterhånden som Kaspar begyndte at blive bogligt dannet. Samtidig viste en engelsk adelsmand, Lord Stanhope, der havde adopteret ham en påfaldende interesse for at forkæle den unge mand og udsætte ham for uheldige påvirkninger, der gjorde ham både forfængelig og løgnagtig. Kaspar var begyndt at dække sig bag en maske af hovmod og tillærte floskler. Hans totale anderledeshed i forhold til omgivelserne blev ham mere og mere pinligt bevidst.
Kaspar Hausers liv endte i den sydtyske by, Ansbach, ikke langt fra Nürnberg. På hans gravsten kom til at stå:
| Citat | Her ligger Kaspar Hauser sin tids mysterium Hans fødsel ukendt Hans død Uopklaret 1833 | Citat |
|       |                                                                                        |       |

### Nutid
I Sydtyskland kan man besøge Hausers gravsten, Kaspar Hauser-museet eller Svaneridder-kapellet i den lokale Sankt Michaels kirke, hvor han blev konfirmeret. Troværdige kilder fortæller om denne konfirmation som en blanding af en kroning, en indvielse og en indførelse i kristendommen. De mennesker, der havde med den at gøre, havde tilsyneladende ventet længe på Kaspar Hausers ankomst. Den dag idag findes der Kaspar Hauser-festspil sted hvert andet år i Ansbach under ledelse af Eckart Böhmer.
Historien om Kaspar Hauser har inspireret talrige kunstnere indenfor både litteratur, film og musik. Mest kendt blev den tyske forfatter Jakob Wassermanns roman Caspar Hauser fra 1908.

### Ikke af royal afstamning
DNA undersøgelser publiceret i 2024 af retsgenetikere på GMI Innsbruck fastslår at Kasper Hauser ikke er royal afstamning da hans mitokondrie DNA profil ikke passer med den royale Baden familie. TV2 skriver kort om historien.